# Adam Bartoš (Volleyballspieler)
Adam Bartoš (* 27. April 1992 in Zlín) ist ein tschechischer Volleyballspieler. Er spielt auf der Position Außenangriff/Annahme.

## Erfolge Verein
Tschechische Meisterschaft:
- 2014

Französischer Supercup:
- 2014, 2015

Französischer Pokal:
- 2015

Französische Meisterschaft:
- 2015

## Erfolge Nationalmannschaft
Europaliga:
- 2018
- 2013

## Einzelauszeichnungen
- 2013: Bester Außenangreifer Europaliga